# Love Actually
Love Actually is een Britse ensemblefilm uit 2003 bestaande uit een reeks korte, elkaar overlappende verhalen. Het is een romantische komedie die zich afspeelt in de periode voor Kerstmis. In de film worden acht koppels en hun liefdesleven gevolgd die ieder op hun eigen manier liefde en vriendschap beleven.
Love Actually werd genomineerd voor de Golden Globes voor beste film in de categorie 'musical of komedie' en voor beste script. Tien filmprijzen werden de productie daadwerkelijk toegekend, waaronder Empire Awards voor beste Britse film, beste Britse actrice (Emma Thompson) en beste nieuwkomer (actrice Martine McCutcheon) en een BAFTA Award voor beste bijrolspeler (Bill Nighy). De Nederlandse film Alles is Liefde uit 2007 en de Vlaamse film Zot van A. zijn vrij gebaseerd op Love Actually.

## Verhaal
Billy Mack, een rock-'n-rollster-op-leeftijd, scoort een hit met een kerstremake van Love is all around. Door de inspanningen van manager Joe wordt de hit nummer 1, en Billy Mack wordt voor een Kerstgala bij Elton John uitgenodigd. Uiteindelijk kiest hij ervoor de kerst met Joe door te brengen als 'mannen onder elkaar': dronken worden en porno kijken.
Juliet en Peter trouwen, met Peters beste vriend Mark als zijn getuige. Juliet begrijpt echter niet waarom Mark zo kil tegen haar doet tot ze de huwelijksvideo ziet. Het zijn alleen maar opnames van Juliet, Mark is overduidelijk verliefd op haar. Hierna spreken ze niet meer met elkaar tot Mark Juliet op een heel originele manier de liefde verklaart maar haar daarbij duidelijk maakt dat hij niet tussen haar en Peter wil komen. Juliet geeft Mark een vlugge onschuldige kus en Mark loopt weg terwijl hij besluit dat het hiermee afgelopen is.
Schrijver Jamie is een gast op de bruiloft en ontdekt bij terugkomst dat zijn vriendin vreemdgaat met zijn broer. Volledig van de kaart trekt hij zich terug in een Frans vakantiehuisje. Daar worden hij en de Portugese huishoudster Aurélia verliefd op elkaar ondanks dat ze elkaars taal niet spreken. Nadien leert Jamie Portugees en Aurélia Engels, zoekt hij haar op, en vraagt haar in gebroken Portugees ten huwelijk. Aurélia geeft hierop haar jawoord in het Engels.
Harry's secretaresse Mia maakt duidelijke avances naar hem. Hij is gelukkig getrouwd met Karen (de zus van de premier) maar hij vindt het idee van een verhouding met een jonge vrouw wel spannend. Karen betrapt hem in een warenhuis wanneer hij een ketting koopt (omdat verkoper Rufus treuzelt met inpakken) en is volledig kapot als ze ontdekt dat de ketting niet voor haar bestemd is. Kerstmis is verpest maar nadien proberen ze hun huwelijk nieuw leven in te blazen.
David, Karens broer, betrekt Downing Street 10 als de nieuwe Britse premier. Hij krijgt direct (wederzijdse) gevoelens voor Natalie, een van zijn huishoudsters. Een indiscretie van de op staatsbezoek zijnde Amerikaanse president met Natalie leidt tot spanningen waarop David haar wegstuurt. Een kerstkaart waarin Natalie haar liefde voor David verklaart zet hem aan tot actie, en op Natalies broertjes schoolmusical zoenen de twee waardoor het ook meteen officieel bekend is dat de premier niet langer vrijgezel is.
Daniels vrouw is overleden en hij voedt nu alleen hun zoontje Sam op. Sam vertelt hem dat hij een meisje van school, Joanna, leuk vindt. Hij mist echter de kans om indruk op haar te maken voor ze naar de VS zal emigreren. Daniel en Sam haasten zich naar het vliegveld waar Sam haar gedag kan kussen. Ondertussen ontmoet Daniel een alleenstaande moeder, Carol, en de vonk slaat over...
Sarah werkt eveneens bij Harry op kantoor en is verliefd op collega Karl. Hoewel zij het niet beseft vertelt Harry haar dat het hele bedrijf dit inmiddels weet (inclusief Karl) behalve zij. Sarah en Karl hebben een date, maar deze loopt stuk omdat ze telkens worden gestoord door telefoontjes van Sarahs verstandelijk beperkte en zeer van haar afhankelijke broer Michael. Sarahs kans met Karl is verkeken en Sarah brengt kerst door met de persoon van wie ze het meest houdt: haar broer Michael.
Colin, caterer op de bruiloft, is seksueel gefrustreerd omdat hij maar geen vriendin kan krijgen. Hij maakt Tony deelgenoot van zijn plan om naar Amerika te vertrekken, want daar vinden de vrouwen buitenlanders maar wat spannend. Tony is sceptisch maar de mooiste Amerikaanse vrouwen vallen inderdaad als een blok voor Colins Basildon-accent.
John en Judy spelen als stand-in in een seksfilm en ontdekken dat ze goed met elkaar kunnen praten. Ook al zien ze elkaar dagelijks naakt, toch zijn ze buiten de set beiden zeer verlegen. Voorzichtig en moeizaam bouwen ze een relatie op en zijn te vinden onder het publiek van de kerstmusical.
Rufus is een verkoper in een warenhuis. Door zijn getreuzel bij het inpakken van Harry's kerstcadeau aan Mia wordt Harry betrapt door zijn vrouw en wordt een buitenechtelijke verhouding met Mia uiteindelijk in de kiem gesmoord. Ook treuzelt hij op het vliegveld zo lang met zijn vliegticket dat de bewakers afgeleid worden en Sam tussen hen door kan glippen om Joanna gedag te kussen.
Oorspronkelijk was het de bedoeling dat Rufus een vermomde kerstengel zou zijn, maar dit is uit het script geschrapt.

## Rolverdeling
| Naam               | Rol             | Opmerkingen                                                                                 |
| ------------------ | --------------- | ------------------------------------------------------------------------------------------- |
| Hugh Grant         | David           | de nieuwe premier van het Verenigd Koninkrijk                                               |
| Martine McCutcheon | Natalie         | lid van de huishouding van Downing Street 10                                                |
| Colin Firth        | Jamie Bennett   | een schrijver, en bevriend met Peter                                                        |
| Sienna Guillory    |                 | de vriendin van Jamie Bennett                                                               |
| Lúcia Moniz        | Aurelia         | de Portugese huishoudster van Jamie Bennett                                                 |
| Alan Rickman       | Harry           | een getrouwde zakenman                                                                      |
| Emma Thompson      | Karen           | de vrouw van Harry en de zuster van David                                                   |
| Billy Bob Thornton |                 | de Amerikaanse president                                                                    |
| Liam Neeson        | Daniel          | een met Karen bevriende weduwnaar en de stiefvader van Sam                                  |
| Keira Knightley    | Juliet          | een pasgetrouwde jonge vrouw                                                                |
| Chiwetel Ejiofor   | Peter           | de man van Juliet                                                                           |
| Andrew Lincoln     | Mark            | de beste vriend van Peter, en stiekem verliefd op Juliet                                    |
| Laura Linney       | Sarah           | een van de medewerkers van Harry, en verliefd op Karl                                       |
| Rodrigo Santoro    | Karl            | een van de medewerkers van Harry                                                            |
| Bill Nighy         | Billy Mack      | een zanger op zijn retour                                                                   |
| Gregor Fisher      | Joe             | de manager van Billy                                                                        |
| Abdul Salis        | Tony            | goede vriend van Colin en werkt mee aan dezelfde film als John en Judy.                     |
| Kris Marshall      | Colin Frissell  | een jonge Brit die naar Amerika vertrekt om daar liefde (en vooral seks) te vinden          |
| Heike Makatsch     | Mia             | de sexy secretaresse van Harry, en buurmeisje van Natalie                                   |
| Martin Freeman     | John            | een acteur die slechts werk krijgt als stand-in en naaktscènes moet voorbereiden            |
| Joanna Page        | Judy            | een beginnend actrice die naaktscènes moet doen als stand-in en verliefd wordt op John      |
| Olivia Olson       | Joanna Anderson | een klasgenootje van Sam                                                                    |
| Thomas Sangster    | Sam             | stiefzoon van Daniel en stiekem verliefd op Joanna                                          |
| Rowan Atkinson     | Rufus           | medewerker in het warenhuis waar Harry een sieraad voor Mia koopt                           |
| Claudia Schiffer   | Carol           | de moeder van klasgenoot van Sam, en op het einde van de film de nieuwe vriendin van Daniel |
| Ivana Miličević    | Stacey          | een van de potentiële liefdes van Colin                                                     |
| January Jones      | Jeannie         | een vriendin van Stacey en Carol-Anne                                                       |
| Elisha Cuthbert    | Carol-Anne      | een vriendin van Stacey en Jeannie                                                          |
| Denise Richards    | Carla           | de zus van Stacey                                                                           |